# Ugrói-patak
Az Ugrói-patak a Tahitótfalu melletti Vértes-hegy oldalában, kb. 300 méter magasságban ered. Az erdőben haladva a Pollack Mihály-emlékház alatt néhány méterrel ér lakott területre. Ezután Tahitótfalu Tahinak hívott településrészén folyik át. Pár száz méterrel arrébb keresztezi a 11-es főutat, majd Tahitótfalu hajóállomásánál ömlik a Szentendrei-Dunába.